# Коккелинк, Мариц Кристиан
Мариц Кристиан Коккелинк (17 июня 1913, Амбарава, Семаранг, Нидерландская Ост-Индия — 24 августа 1994, Матури, Французская Гвиана) — нидерландский солдат, временный адъютант-унтер-офицер Королевской голландской ост-индской армии (KNIL), герой партизанской войны голландцев в западной части Новой Гвинеи против японских войск во время Второй мировой войны. За свои заслуги получил высшую военную награду королевства Нидерланды — Военный орден Вильгельма.

## Ранняя жизнь
Коккелинк поступил на военную службу в KNIL 26 марта 1931 года на острове Чинахи, где три года отслужил рядовым-фузилёром и затем окончил кадетскую школу при колониальной армии. 9 декабря 1941 года, когда в Нидерландской Ост-Индии была объявлена всеобщая мобилизация под угрозой японского вторжения, был вновь призван в KNIL как солдат ополчения.

## Вторая мировая война
На момент высадки японцев в западной части Новой Гвинеи, входившей в состав нидерландских владений, колониальные войска там возглавлял офицер KNIL Виллмес Жером. Он уже в день высадки японцев принял решение отступать в джунгли вместе со своим отрядом из 62 человек, одним из которых был Коккелинк. Позже к ним присоединилось ещё четверо солдат, в момент приказа об отступлении бывших на патрулировании, в том числе сержант-майор де Кок. Свой первый лагерь они устроили в 60 километрах к юго-западу от Маноквари, где сумели пополнить своё снаряжение продовольствием и боеприпасами из трёх имевшихся в том районе складов. В первые несколько месяцев после этого они были вынуждены отойти дальше в горы, но какое-то время поддерживали связь с ближайшим концентрационным лагерем, из которого сумели освободить несколько девушек и женщин, присоединившихся к отряду. Они также регулярно совершали боевые вылазки против японских войск на побережье. Через некоторое время отряд обнаружил палатку с тремя американскими солдатами с Филиппин (один из которых был ранен и вскоре умер) и несколькими филиппинцами, которые присоединились к отряду. В середине ноября японцы устроили атаку на лагерь партизан, в результате которой четверо из них погибло. После этого Жером принял решение оставить лагерь и двигаться в направлении Чендравасиха, ближе к побережью и к западу от Маноквари. Для реализации этой цели партизанам пришлось оставить большую часть своих запасов и совершить переход в 100 км, который занял у них месяц и проходил в очень трудных условиях; во время перехода несколько солдат умерли от холода и истощения. Коккелинк вёл дневник во время этого вынужденного путешествия, в котором подробно описал лишения, которые им пришлось испытать.
В январе 1943 года отряд Жерома, в котором к тому времени осталось сорок два человека, дошёл до небольшой деревни недалеко от побережья, где партизаны устроили свой лагерь. Они сразу выслали несколько патрулей, но не смогли обнаружить следов присутствия каких-либо союзных войск. Многие солдаты в отряде, в том числе его командир, страдали от малярии, дизентерии, голода и жажды. Папуасы, проживавшие в окрестностях лагеря, были очень ненадёжны, поскольку японские солдаты щедро платили местному населению ост-индскими гульденами за каждого нидерландского солдата, живого или мёртвого. В отряде росло и внутреннее напряжение, и несколько солдат, которых заподозрили в тайных переговорах с японцами, были расстреляны по приказу командира. Несмотря на всё это, отряд продолжал боевые действия против японцев. Иногда партизаны атаковали японские посты на побережье и грабили их, добывая себе еду, одежду, боеприпасы и лекарства, а однажды атаковали из ружей на реке увиденное ими японское судно «Дайто Мару». 9 января 1944 года Жером присвоил Коккелинку временное звание адъютант-унтер-офицера KNIL.
В последние месяцы 1943 года и начале 1944 японцы активизировали боевые действия против отряда. Учитывая это обстоятельство, Жером принял решение отойти на другую территорию. Но 18 апреля 1944 года, когда несколько солдат, в том числе Коккелинк, находились на патруле в джунглях, японцы внезапно атаковали лагерь партизан. Четверым из них удалось скрыться и воссоединиться с патрульными, но остальные были захвачены. Жером после пыток был вынужден подписать обращение к Коккелинку и другим солдатам, в котором призывал их сдаться, после чего японцы отрубили ему голову. После этого события Коккелинк возглавил отряд.
Партизаны под руководством Коккелинка продолжили воевать с японцами; их осталось семнадцать человек, и они постоянно попадали под атаки японских патрулей. Вскоре было убито ещё два человека, американец и филиппинец, а один солдат попал в плен. После этого оставшиеся солдаты разделились: десять осталось в джунглях на прежнем месте, четверо решили добираться до области Сансапора. 22 апреля 1944 года в городе Голландия (современная Джаяпура) высадились американские войска. В числе захваченных ими кораблей оказалась шхуна «Дайто Мару». Обнаружив на мостике отверстия от пуль, американцы спросили у капитана о том, откуда они взялись, и он рассказал им, где и когда был обстрелян партизанами; после этого союзники узнали о существовании продолжавшего сопротивление подразделения KNIL к западу от Маноквари. В сентябре 1944 года на Западной Новой Гвинее высадилась группа нидерландских разведчиков из NEFIS, которая с помощью местных папуасов вскоре смогла отыскать Коккелинка и его людей, в том числе тех четверых, что ушли в Сансапор. Все они, продолжавшие всё это время сражаться с японцами, были доставлены в Джаяпуру.

## Поздняя жизнь
Королевским указом № 17 от 12 апреля 1945 года Коккелинк был награждён Военным орденом Вильгельма как заместитель командира и впоследствии командир партизанского отряда, не прекратившего сопротивление японским войскам. В приказе о награждении отдельно отмечалось, что отряд Жерома и Коккелинка был единственным организованным подразделением KNIL, оставшимся после оккупации на нидерландских территориях, но не попавшим в плен. Королевским указом № 310 от 20 июля 1950 года Коккелинк был отправлен в отставку с военной службы в звании сержанта.